# Liste der Naturdenkmäler in Lich
Die Liste der Naturdenkmäler in Lich nennt die auf dem Gebiet der Stadt Lich gelegenen Naturdenkmäler. Sie sind nach dem Hessischen Gesetz über Naturschutz und Landschaftspflege (Hessisches Naturschutzgesetz – HAGBNatSchG) § 12 geschützt und bei der unteren Naturschutzbehörde des Landkreises Gießen (Fachdienst 72 Naturschutz) eingetragen.
| Bild                          | Bezeichnung                         | Ortsteil, Lage                                                                     | Beschreibung | Art                                               | Nr.   |
| ----------------------------- | ----------------------------------- | ---------------------------------------------------------------------------------- | --- | ------------------------------------------------- | ----- |
| mehr Fotos \| Fotos hochladen | Luthereiche                         | Nieder-Bessingen, Kirchplatz 50° 32′ 16,2″ N, 8° 52′ 59,9″ O                       | Einzelbaum. Alter 300 Jahre, 21 m hoch, Umfang 480 cm. Als ND ausgewiesen 1903. | Stiel-Eiche                                       | ND 05 |
| mehr Fotos \| Fotos hochladen | Linde am Festplatz 'Auf der Havelt' | Lich, Bergstraße 50° 30′ 42,3″ N, 8° 48′ 51,3″ O                                   | Landschaftsprägender Einzelbaum auf einer Grasfläche nahe dem Waldrand am Hardtberg, südlich des Festplatzes Auf der Havelt. Krone beschnitten. Alter 175 Jahre, 9 m hoch, Umfang 280 cm. | Winter-Linde                                      | ND 06 |
| BW                            | Lindenallee an der L 3053           | Lich, an der heutigen L 3481 Ober-/Nieder-Bessingen 50° 32′ 32,8″ N, 8° 54′ 0,8″ O | Allee, größtenteils abgängig. Alter 80 Jahre, 17–18 m hoch. | Winter-Linde                                      | ND 07 |
| mehr Fotos \| Fotos hochladen | Eiche unter der Pappelallee         | Lich, Gemarkung Lich 50° 31′ 54,5″ N, 8° 48′ 35,8″ O                               | Einzelbaum. Alter 300 Jahre, 17–18 m hoch, Umfang 300 cm. | Stiel-Eiche                                       | ND 08 |
| mehr Fotos \| Fotos hochladen | Zwei Eichen an der Sommerhütte      | Lich, Gemarkung Lich 50° 30′ 34,1″ N, 8° 48′ 3,6″ O                                | Landschaftsprägende Baumgruppe auf einer Viehweide am Waldrand, zum Teil abgängig, ca. 200 m südwestlich des Hofguts Kolnhausen. Alter 300 Jahre, 19 m hoch, Umfang 390 cm. Als ND ausgewiesen 1929. | Stiel-Eiche                                       | ND 09 |
| mehr Fotos \| Fotos hochladen | Eiche an der Pappelallee            | Lich, Gemarkung Lich 50° 31′ 58,8″ N, 8° 48′ 34,2″ O                               | Einzelbaum. Alter 300 Jahre, 31 m hoch, Umfang 600 cm. Als ND ausgewiesen 1929. | Stiel-Eiche                                       | ND 10 |
| mehr Fotos \| Fotos hochladen | Lutherlinde und Stadteiche          | Lich, Kirchplatz 50° 31′ 13,1″ N, 8° 49′ 10,5″ O                                   | Baumgruppe zwischen Marktplatz und Marienstiftskirche Lich. Hinweistafeln: „Luther-Linde, gepflanzt am 10. Nov. 1883 zur Erinnerung an die 400. Wiederkehr des Geburtstages des großen Reformators Dr. Martin Luther“, „18.10.1813-18.10.1913. Zur Erinnerung an die Jahrhundertfeier der Völkerschlacht bei Leipzig, gepflanzt am 18.10 1913“ Als ND ausgewiesen 1903. | Stiel-Eiche, Winter-Linde                         | ND 12 |
| mehr Fotos \| Fotos hochladen | Baumgruppe am Breuerberg            | Lich, Gemarkung Lich 50° 31′ 29,3″ N, 8° 49′ 9,9″ O                                | Baumgruppe unter der Burg Warnsberg am Breuerberg, zum Teil abgängig. Insgesamt 10 Bäume. Als ND ausgewiesen 1929. | Stiel-Eiche, Winter-Linde, Rotbuche, Rosskastanie | ND 14 |
| mehr Fotos \| Fotos hochladen | Platane im Schlossgarten Lich       | Lich, Schlosspark Lich 50° 31′ 6,3″ N, 8° 49′ 7,5″ O                               | Einzelbaum. Alter 200 Jahre, 40 m hoch, Umfang 540 cm. Als ND ausgewiesen 1929. | Ahornblättrige Platane                            | ND 16 |
| mehr Fotos \| Fotos hochladen | Eiche 'Zu den sieben Eichen'        | Lich, Gemarkung Lich 50° 30′ 53″ N, 8° 48′ 28,9″ O                                 | Mächtiger großer Einzelbaum an der Wetter, südwestlicher Ortsrand. Alter 250 Jahre, 30 m hoch, Umfang 515 cm. Als ND ausgewiesen 1978. | Stiel-Eiche                                       | ND 17 |
| mehr Fotos \| Fotos hochladen | Friedenslinde                       | Nieder-Bessingen, Vordergasse 50° 32′ 20,1″ N, 8° 52′ 57,3″ O                      | Einzelbaum. 21 m hoch, Umfang 240 cm. Als ND ausgewiesen 1903. | Winter-Linde                                      | ND 18 |

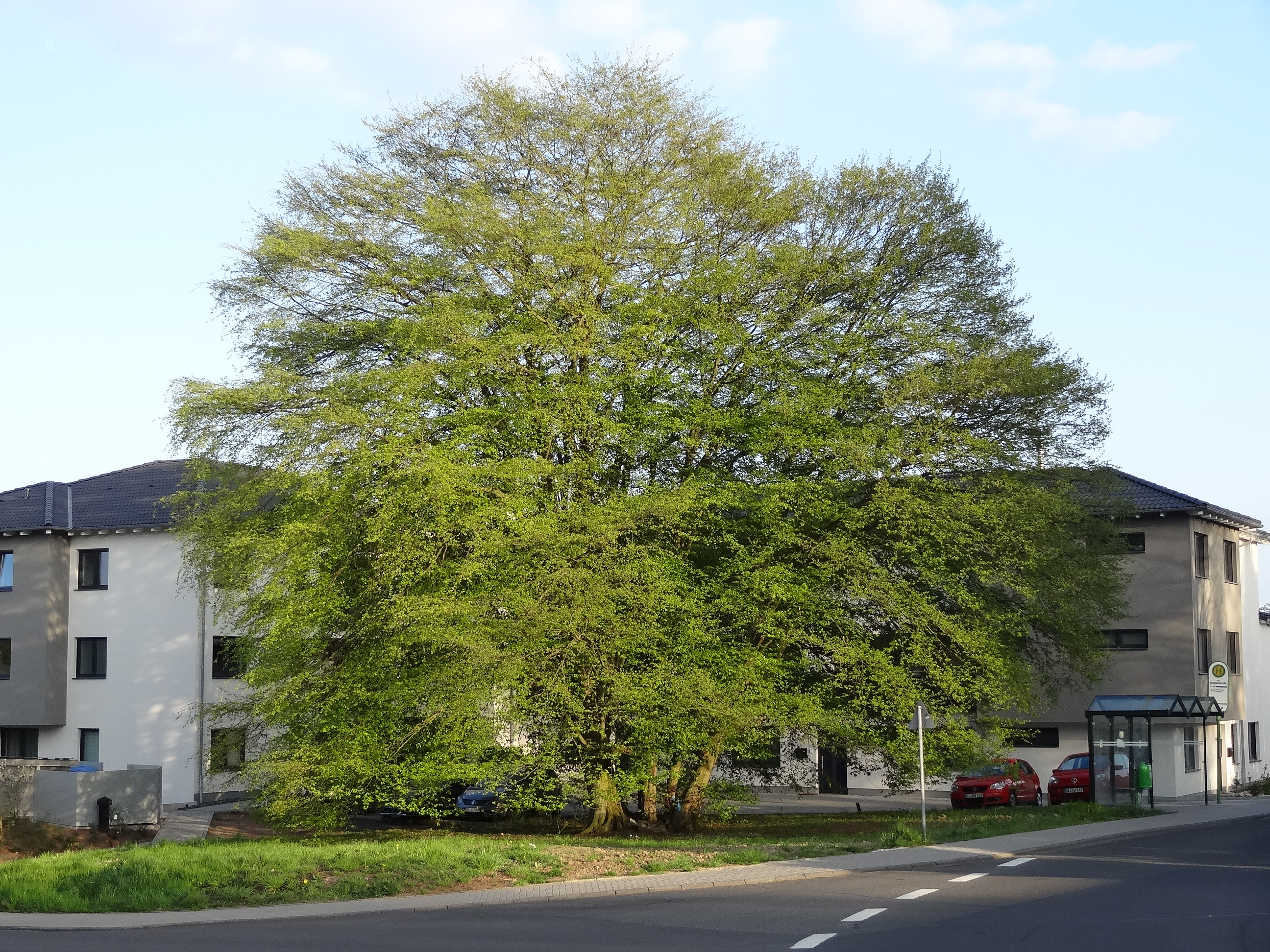
Hainbuche Brunnenstraße/Zum Wingert

Die Bürgerinitiative „Rettet die Hainbuche“ kämpfte 2011 erfolgreich für den Erhalt einer großen Hainbuche an der Einmündung der Brunnenstraße/Zum Wingert. Die Einstufung des Baums als Naturdenkmal scheiterte jedoch.